# Pinilla de Jadraque
Pinilla de Jadraque – gmina w Hiszpanii, w prowincji Guadalajara, w Kastylii-La Mancha, o powierzchni 13,27 km². W 2011 roku gmina liczyła 63 mieszkańców.